# Martha Griffiths
Martha Edna Wright Griffiths (Pierce City, 29 gennaio 1912 – Armada, 22 aprile 2003) è stata una politica, avvocato e magistrato statunitense, membro della Camera dei Rappresentanti per lo stato del Michigan dal 1955 al 1974 e prima donna eletta vicegovernatore del Michigan.

## Biografia
Nata nel Missouri, dopo la laurea in legge e il matrimonio con il collega avvocato George Griffiths, negli anni cinquanta fu una delle prime donne ad essere nominate giudici.
Entrata in politica con il Partito Democratico, nel 1954 la Griffiths venne eletta deputata alla Camera dei Rappresentanti e gli elettori la riconfermarono per altri nove mandati. Nel 1974 decise di non ricandidarsi e lasciò il Congresso dopo vent'anni di servizio. Durante la sua permanenza alla Camera, la Griffiths fu una pioniera dei diritti delle donne e fu la principale promotrice dell'Equal Rights Amendment.
Dopo aver abbandonato il seggio, Martha Griffiths tornò al campo legale, finché nel 1982 venne eletta vicegovernatore del Michigan. La donna rimase in carica per quasi nove anni e successivamente si ritirò a vita privata. Nel 1993 entrò a far parte della National Women's Hall of Fame e morì dieci anni dopo all'età di novantuno anni.